# Monasterio de Prouilhe

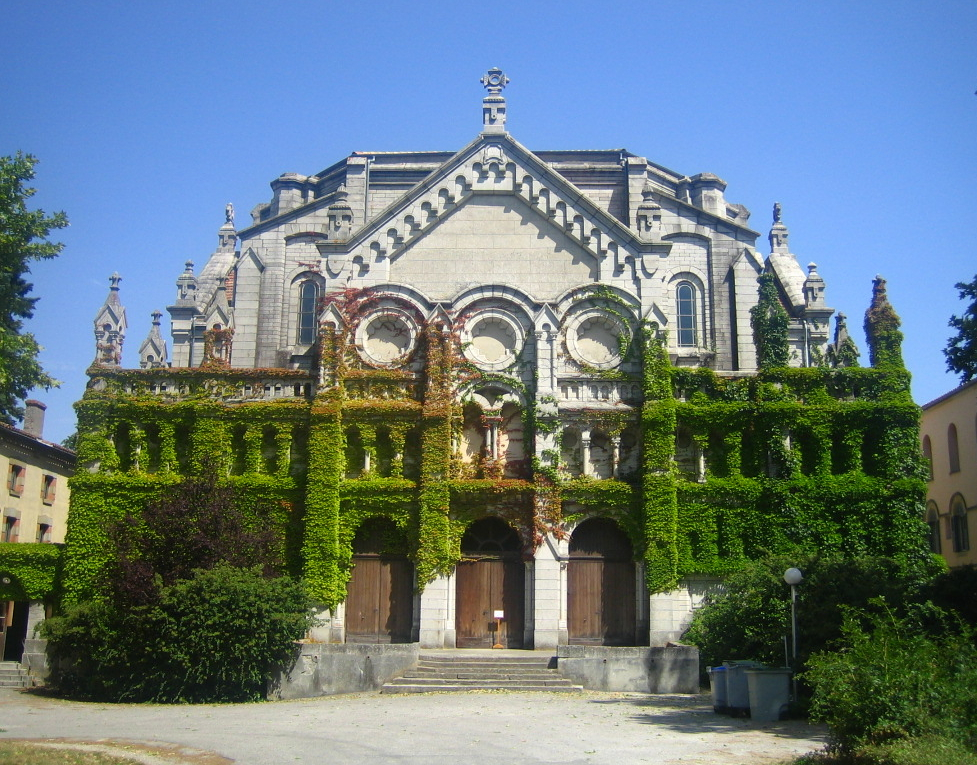
El monasterio de Prouille.

El monasterio de Nuestra Señora de Prouille (Prolha en occitano) es un edificio religioso fundado por Santo Domingo de Guzmán y el venerable Diego de Acebes en la localidad francesa de Prouille, entre los pueblos de Fanjeaux y Montréal, dentro del departamento del Aude (región de Languedoc-Rosellón), Francia. Está considerado como la cuna de los dominicos.

## Historia
Durante las predicaciones que precedieron a la Cruzada Albigense Santo Domingo decidió establecerse en 1206 cerca de Fanjeaux construyendo para ello un monasterio. Éste se convertiría en el centro del contraataque espiritual y político cristiano contra el catarismo que fueron las misiones en el Languedoc, llegando a servir también de refugio para mujeres cátaras reconvertidas.
El edificio original fue destruido durante la Revolución francesa siendo el que se puede visitar hoy en día una reconstrucción de 1879 de estilo romano-bizantino. Desde sus inicios ha albergado una comunidad de monjas dominicas contemplativas, primera rama de la familia dominicana fundada por Santo Domingo de Guzmán.